# لا ماتابيديا
لا ماتابيديا (بالفرنسية: La Matapédia)‏، هي بلدية مقاطعة إقليمية في شرق كندا في منطقة سان لوران السفلى [الفرنسية] في كيبيك عند مدخل شبه الجزيرة غاسبيزيا.
ويأتي اسمها من وادي لا ماتابيديا [الفرنسية] الذي يشكل مجموع أراضيها، اسم الوادي نفسه مأخوذ من نهر ماتابيديا [الفرنسية] و بحيرة ماتابيديا [الفرنسية]. لهذا السبب في كثير من الأحيان تسمى بلدية مقاطعة إقليمية ببساطة « وادي ». وتتكون لا ماتابيديا من 25 بلدية بما فيها مدينة أمكي وهي مقر المقاطعة ومركز الخدمات الأكثر أهمية. في بلديتين الرئيسية الأخرى هي كوزاباسكال و سايابيك [الفرنسية].
في 1 نوفمبر 2009، أصبح لا ماتابيديا ثالث عشرة بلدية مقاطعة إقليمية كيبيكية تنتخب محافظا خاصا بها من خلال اقتراع عام. أصبح شونتال لافوا أول محافِظة منتخبة في لا ماتابيديا خلفا لجورج غينار، رئيس بلدية سان فياني [الفرنسية]. في الواقع، قبل ذلك التاريخ، واحد من عمد البلديات يمارس أيضا دور المحافظ.
وكانت أول من سكن هذه الأرض الميغماك حوالي 500 قبل الميلاد. استقر أول مستوطن فرنسي كندي في الوادي بيير بروشو، الذي استقر قرب بحيرة ماتابيديا سنة 1833 حيث تطورت تلك المنطقة في وقت لاحق لتصبح قرية Sسايابيك. ومع ذلك، بدأ المستوطنون بالوصول بشكل كبير في أواخر القرن التاسع عشر. تم إنشاء بلدية مقاطعة ماتابيديا في 1 يناير 1982.